# Sainte-Madeleine
Sainte-Madeleine es un pueblo perteneciente a la provincia de Quebec en Canadá. Está ubicado en el municipio regional de condado (MRC) de Les Maskoutains en la región de Montérégie-Est.

## Geografía
Sainte-Madeleine se encuentra en la planicie de San Lorenzo 15 kilómetros al oeste de Saint-Hyacinthe. Limita al norte con La Présentation, al este, al sur y al oeste con Sainte-Marie-Madeleine. Su superficie total es de 5,34 km², de los cuales 5,33 km² son tierra firme.

## Urbanismo
El pueblo de Sainte-Madeleine se encuentra al cruce del boulevard Laurier ( QC 116  y del rang Saint-Simon ( QC 227 ). La autoroute Jean-Lesage ( A 20 ) es accesible por el rang Saint-Simon. El boulevard Laurier une la localidad a Mont-Saint-Hilaire al oeste y a Saint-Hyacinthe al este. La rue Saint-Jean-Baptiste ( QC 227  sur) va hacia Saint-Jean-Baptiste.

## Historia
La parroquia católica de Sainte-Marie-Madeleine, honrando María Magdalena,  fue creada en 1870 con partes de las parroquias de Notre-Dame-de-Saint-Hyacinthe, Saint-Damase, La Présentation, Saint-Hilaire, Saint-Jean-Baptiste-de-Rouville y Saint-Charles. La oficina de correos de Sainte-Madeleine abrió en 1876. El municipio de parroquia de Sainte-Marie-Madeleine, fue instituido en 1879. El pueblo se desarrolló alrededor de una estacione del ferrocarril. El municipio de pueblo de Sainte-Madeleine fue instituido en 1919. El pueblo contaba con 1113 habitantes en 1923.

## Política
El consejo municipal se compone del alcalde y de seis consejeros sin división territorial. La alcaldesa actual (2015) es André que sucedió a Marcel Bates.
|            | 2005-2009                                                                                                  | 2009-2013 | 2013-2017 |
| Alcalde    | Marcel Bates                                                                                               | Marcel Bates* André Lefebvre**                                                                                    | André Lefebvre |
| Consejeros | Jean-Claude Beauregard Sylvain Girouard Bernard Guillemette Jacques Lavoie Lise Lavertu-Côté Alain Paradis | Patrick Girouard Lise Lavertu-Côté Gilles Laplante Jacques Lavoie André Lefebvre* Pierre Michaud** Alain Paradis* | Pascal Giguère Patrick Girouard Parise Godbout** Lise Lavertu-Côté* Jacques Lavoie Lyne Leblanc Pierre Michaud* Éric Quirion** |

* Al inicio del termo pero no al fin.  ** Al fin del termo pero no al inicio.  # En el partido del alcalde (2013).
A nivel supralocal, Sainte-Madeleine forma parte del MRC de Les Maskoutains. El territorio del municipio está ubicado en la circunscripción electoral de Borduas a nivel provincial y de Saint-Hyacinthe—Bagot a nivel federal.

## Demografía
Según el censo de Canadá de 2011, Sainte-Madeleine contaba con 2356 habitantes. La densidad de población estaba de 439,8 hab./km². Entre 2006 y 2011 hubo un aumento de 181 habitantes (8,3 %). En 2011, el número total de inmuebles particulares era de 960, de los cuales 943 estaban ocupados por residentes habituales, otros siendo desocupados o residencias secundarias. La población ha aumentado rápidamente entre 1981 y 2007 (61,6 %)
Evolución de la población total, 1991-2015

## Sociedad
El Camping Sainte-Madeleine y su Festival country son muy conocidos.